# Styringomyia bipunctata
Styringomyia bipunctata là một loài ruồi trong họ Limoniidae. Chúng phân bố ở miền Australasia.